# Jaguar (gruppo musicale)
I Jaguar sono un gruppo musicale heavy metal britannico formatosi a Bristol nel 1979.

## Storia del gruppo

### NWOBHM (dal 1979 al 1983)
Il gruppo venne fondato sul finire del 1979 su iniziativa del chitarrista Garry Pepperd e del bassista Jeff Cox, a cui si unirono il batterista Chris Lovell e, in seguito, il cantante Rob Reiss.
A marzo dell'anno successivo si dedicarono quindi alla registrazione del primo demo che venne seguito, a distanza di sei mesi, da un secondo. A febbraio del 1981 ne uscì un terzo composto da sei tracce di cui quattro già presenti sul precedente. Una di queste canzoni è Stormchild, che venne inclusa, in una nuova versione, nella compilation di vari artisti Heavy Metal Heroes vol.1 edita dalla Heavy Metal Records.

La stessa etichetta discografica pubblicò il loro primo singolo intitolato Back Street Woman di cui furono stampate quattromila copie che andarono presto esaurite.
Questo singolo diede loro notorietà anche al di fuori dell'Inghilterra, presentando delle sonorità estremamente veloci e potenti per il periodo in cui uscì, per questo la band viene spesso citata tra i precursori dello speed e del thrash metal.

In seguito Reiss venne sostituito da Paul Merrell e con lui realizzarono il singolo Axe Crazy, edito dalla Neat Records nel 1982, che ancora una volta riscosse delle buone vendite.
A novembre dello stesso anno registrarono Power Games, il loro primo album, che venne pubblicato sempre dalla Neat a marzo del 1983. Dopo questa uscita la band si cimentò in un'intensa attività dal vivo toccando vari paesi europei.

### Hard rock (1984-1985)
Nel 1984 siglarono un accordo con la Roadrunner Records per la realizzazione del secondo album, intitolato This Time, al termine della cui registrazione ci fu un avvicendamento alla batteria con l'arrivo di Les Foster, il quale però venne presto sostituito da Gary Davies.
Il disco vide un drastico cambiamento di stile, essendo interamente composto da brani di stampo AOR, con la presenza delle tastiere e con il totale abbandono delle ritmiche aggressive in favore di soluzioni melodiche e maggiormente radiofoniche.
Di conseguenza il gruppo perse gran parte dei propri fan, che rimasero delusi dallo loro nuova proposta musicale. Nel 1985 dopo un tour di supporto alle Girlschool il gruppo si sciolse.

### Il ritorno (1998-2007)
La band si riformò nel 1998 e si esibì l'anno successivo al Wacken Open Air con Jamie Manton alla voce e Nathan Cox alla batteria. Nel 2000, con la stessa etichetta del disco d'esordio, pubblicarono Wake Me, a cui seguirono un paio concerti

Il loro quarto disco fu inciso nel 2002 ma uscì l'anno successivo edito dalla Angel Air Records col titolo di Run Ragged e vide la partecipazione del bassista Darren Furze al posto di Jeff Cox, che decise di lasciare per dedicarsi alla famiglia, rimanendo come unico membro originale il chitarrista Garry Pepperd. Quest'album denotò un parziale ritorno della band alle sonorità primeve, essendo caratterizzato da alcune composizioni di stampo speed metal.

Nell'autunno del 2005, insieme ad altre band, parteciparono al "NWOBHM 25th Anniversary Gig" un concerto organizzato a Londra per il venticinquesimo anniversario della NWOBHM.
L'anno seguente Simon Patel entrò a far parte del gruppo in sostituzione di Furze e a dicembre uscì il live Holland '82, pubblicato in edizione limitata dalla Majestic Rock Records. Qualche mese dopo la stessa etichetta diede alle stampe Archive Alive Volume I, una compilation che raccoglie il materiale proveniente da varie sessioni relative ai primi demo e da un concerto del 1980.

### L'ultimo periodo (2008-oggi)
Negli anni successivi si cimentarono in alcune date dal vivo, tra cui i festival "Play It Loud" in Italia, nel 2009, "Up the Hammers" in Grecia, nel 2011 e "Headbangers Open Air" in Germania, nel 2012.
Nel 2014 realizzarono il quinto album in studio, uscito il mese di novembre col titolo di Metal X attraverso la Golden Core Records.
In seguito Manton lasciò la band e nel 2015 Lars-Göran Persson, cantante del gruppo svedese The Storyteller, ne prese il posto, tuttavia la sua permanenza fu di breve durata, poiché prima della fine dell'anno abbandonò la formazione..

## Formazione

### Formazione attuale
- Garry Pepperd – chitarra (1979-1985, 1998-presente)
- Simon Patel – basso (2006-presente)
- Nathan Cox – batteria (1998-presente)

### Ex componenti
- Jeff Cox – basso (1979-1985, 1998-2000), voce (1979-1980)
- Darren Furze – basso (2000-2006)
- Chris Lovell – batteria (1979-1984)
- Les Foster – batteria (1984)
- Gary Davies – batteria (1984-1985)
- Rob Reiss – voce (1980-1982)
- Paul Merrell – voce (1982-1985)
- Jamie Manton – voce (1998-2014)
- L.G. Persson – voce (2015)

## Discografia

### Album in studio
- 1983 – Power Games
- 1984 – This Time
- 2000 – Wake Me
- 2006 – Run Ragged
- 2014 – Metal X

### Live
- 2006 – Holland '82

### Raccolte
- 2002 – Power Games - The Anthology
- 2007 – Archive Alive Volume I

### Singoli
- 1981 – Back Street Woman
- 1982 – Axe Crazy

### Demo
- 1980 – Demo
- 1980 – Demo
- 1981 – Jaguar